# Ervin Bauer
Ervin Bauer (19 de octubre de 1890 - 11 de enero de 1938) fue un biólogo húngaro, que en 1920 acuñó el término de "desequilibrio sostenible del ser vivo". Fue fusilado junto a su esposa Stefánia Szilárd en 1938, víctima de la represión desatada durante las purgas de Stalin.

## Semblanza
Ervin Bauer nació en 1890 en el seno de una familia de profesores. Tras estudiar medicina en Budapest, trabajó en Hungría, Austria, Alemania, Checoslovaquia, nuevamente en Alemania y finalmente en la URSS. En 1920, cuando trabajaba en Gotinga, formuló su concepto del desequilibrio sostenible del ser vivo en un artículo (traducción al inglés) y luego en su primera monografía. En 1921, Bauer se trasladó a Praga, donde, gracias al patrocinio de Wilhelm Roux, trabajó en el Instituto de Biología General de la Universidad Carolina. En 1923 se trasladó a Berlín, donde propuso la dependencia del crecimiento tumoral de la tensión superficial de las células linfáticas embrionarias y de los ganglios linfáticos.
En 1925 se trasladó a la Unión Soviética, donde trabajó en Moscú en el Instituto de Enfermedades Profesionales V. Obukh, luego en el Instituto Biológico K.A. Timiriázev, y por último en el Segundo Instituto Médico de Moscú. A partir de 1933, una vez trasladado a Leningrado, trabajó en el Instituto de Medicina Experimental de toda la Unión (VIEM), donde fue jefe del departamento de biología general. En 1935, Ervin Bauer publicó una monografía titulada Biología teórica, en la que describió las características termodinámicas generales de los sistemas vivos. Sus escritos influyeron en el desarrollo de la biología matemática y teórica.
La primera esposa de Ervin Bauer fue la escritora Margit Kaffka (que murió de gripe española en 1918), y su segunda esposa fue la matemática Stefánia Szilárd. Bauer y su esposa Stefánia fueron arrestados por el NKVD el 4 de agosto de 1937, y ambos fueron fusilados el 11 de enero de 1938. Después de la ejecución de Bauer y de su esposa en 1938, sus publicaciones fueron prohibidas, y pasaron años antes de que pudieran ser reimpresas. Ervin Bauer era el hermano menor de Béla Balázs.

## Investigación
Ervin Bauer formuló el principio del estado de desequilibrio sostenible, que consideró como la característica básica de la materia viva: "Los sistemas vivos nunca están en equilibrio; a expensas de su energía libre realizan constantemente trabajo para evitar el equilibrio requerido por las leyes de la física y la química bajo las condiciones externas existentes".
El principio de Bauer está incorporado en la termodinámica no lineal de los procesos irreversibles. Los sistemas vivos en este marco no pueden mantener su organización solo debido al influjo de energía externa, es decir, está involucrado el factor interno ordenador. La actividad de un sistema vivo está completamente determinada por el patrón interno de su estado de no equilibrio y cualquier trabajo realizado por el sistema biológico aparece como el trabajo de sus fuerzas estructurales. El proceso de evolución biológica, según Bauer, corresponde al aumento del trabajo externo, que tiene como objetivo explotar recursos adicionales para mantener el estado vivo de los sistemas biológicos en evolución.